# Dicastère pour le Service de la charité

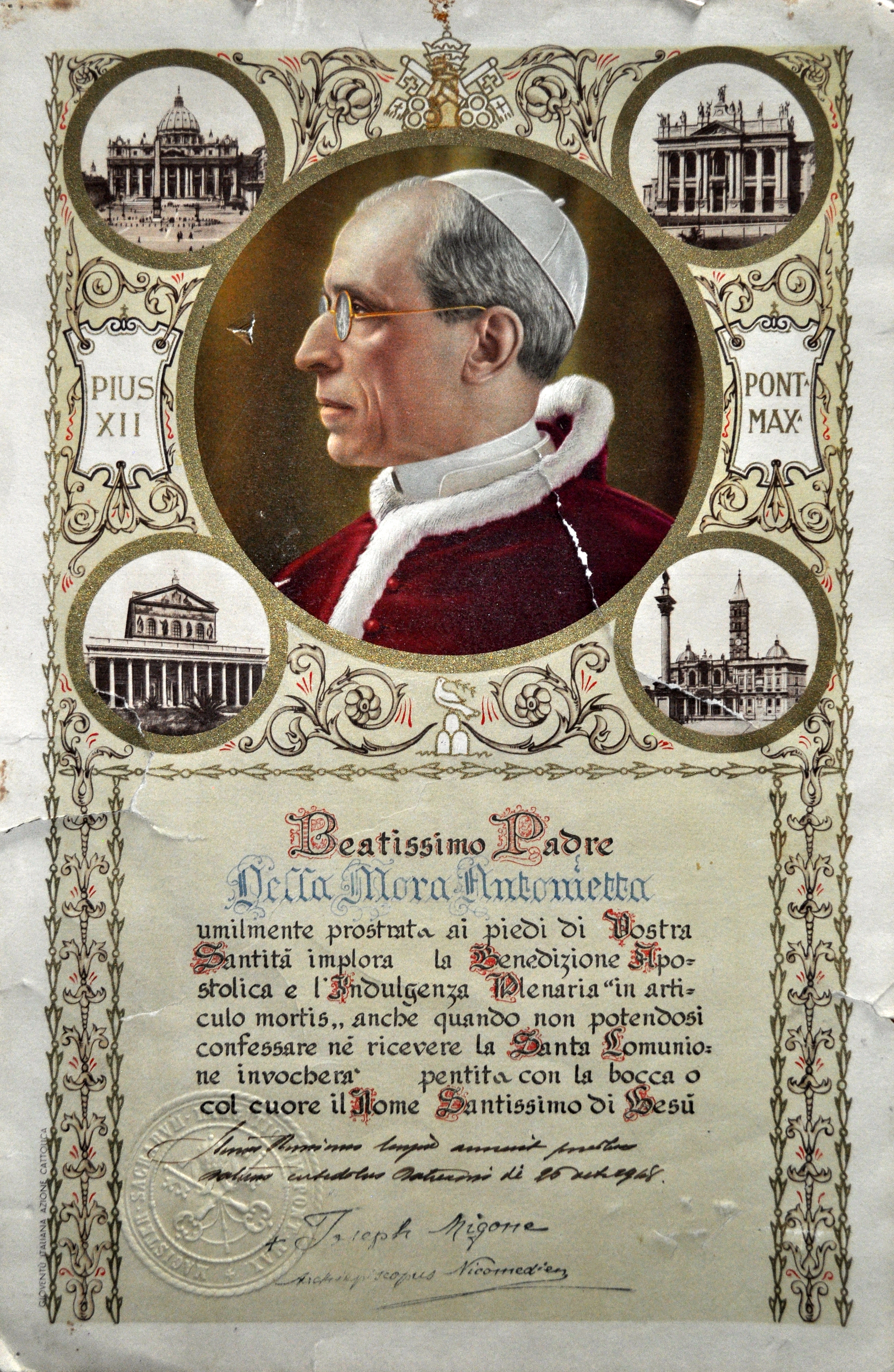
Bénédiction apostolique de Pie XII sur parchemin, émise par l'aumônerie en 1948

Le dicastère pour le Service de la charité aussi appelé Aumônerie apostolique est un organisme du Saint-Siège régi par la constitution apostolique Praedicate evangelium comme étant le service qui gère, au nom du Saint-Père et sous sa responsabilité, l'assistance aux pauvres.

## Historique
L'origine de l'aumônerie remonte aux premiers siècles de l'Église quand des diacres, puis des familiers du pape, étaient chargés de distribuer les aumônes. Une bulle d'Innocent III cite l'aumônier comme un poste déjà existant alors que l'aumônerie apostolique est formellement érigée par Grégoire X au XIIIe siècle. 
Depuis l'époque de Léon XIII, l'aumônier est également chargé d'accorder les bénédictions apostoliques sur parchemin, en les authentifiant de sa signature. Toutes les offrandes reçues pour ces documents de bénédiction sont dévolues aux aumônes du pape, gérées par l'aumônier.
Le pape François remodèle l'aumônerie en dicastère par sa constitution apostolique Praedicate evangelium en 2022.

## Organisation
L'aumônerie pontificale est dirigée par l'aumônier de sa Sainteté qui a rang d'archevêque et fait partie du personnel ecclésiastique de la famille pontificale. Il est toujours présent aux cérémonies et aux audiences pontificales aux côtés du Préfet de la maison pontificale. 
La constitution apostolique Praedicate evangelium de 2022 élargit le champ de compétences de l'aumônerie pontificale et la transforme en dicastère. 

### Liste des aumôniers apostoliques
- Francesco Bertazzoli (24 mai 1802 - 30 décembre 1814)
- Xavier de Mérode (10 juillet 1866 - 11 juillet 1874)
- Alessandro Sanminiatelli Zabarella (31 juillet 1874 - 23 août 1887)
- Augusto Silj (22 décembre 1906 - 6 décembre 1916)
- Giovanni Battista Nasalli Rocca di Corneliano (6 décembre 1916 - 21 novembre 1921)
- Carlo Cremonesi (29 décembre 1921 - 16 décembre 1935)
- Giuseppe Migone (19 décembre 1935 - 1er janvier 1951
- Diego Venini (12 janvier 1951 - 16 décembre 1968)
- Antonio Maria Travia (16 décembre 1968 - 23 décembre 1989)
- Oscar Rizzato (23 décembre 1989 - 28 juillet 2007)
- Félix del Blanco Prieto (28 juillet 2007 - 3 novembre 2012)
- Guido Pozzo (3 novembre 2012 - 3 août 2013)
- Konrad Krajewski (3 août 2013 - 5 juin 2022)

### Liste des préfets pontificaux
- Konrad Krajewski (5 juin 2022 - )